# اچ‌ام‌اس کانکرر (اس۴۸)
اچ‌ام‌اس کانکرر (اس۴۸) (به انگلیسی: HMS Conqueror (S48)) یک زیردریایی است که طول آن ۸۶٫۹ متر (۲۸۵ فوت) می‌باشد. این زیردریایی در سال ۱۹۶۹ ساخته شد.